# Villa Viardot (Troyes)
Pour les articles homonymes, voir Villa Viardot.
Ne doit pas être confondu avec Villa Viardot (Bougival).
La villa Viardot est une maison de maître située à Troyes (France) et construite en 1908 par l'architecte Gaston Viardot, dans le style Art nouveau floral.

## Situation
La villa se situe au n° 26 du Boulevard Gambetta, un des boulevards qui forme le " bouchon de Champagne " de la ville de Troyes (département de l'Aube). L'immeuble est précédé d'un jardinet grillagé.

## Historique
Cet immeuble à quatre façades a été construit en 1908 pour le compte d'Isidore-Xavier Perron, quincailler à Troyes. L'architecte est Gaston Viardot, les sculptures sont signées Émile Boulin et les entrepreneurs en constructions sont Grenouillet et Languet. En 1984, la villa est rachetée par la Caisse d'épargne, déjà propriétaire du bâtiment voisin, qui y installe en 2004 un musée des Caisses de la région Champagne-Ardenne comprenant archives, meubles et objets historiques. Actuellement, le bâtiment abrite une association de huissiers de justice.

## Architecture et sculpture
La façade principale bâtie en pierre blanche et brique rouge est composée de trois travées asymétriques et de trois niveaux (deux étages). Chaque travée est différente mais les trois font la part belle aux sculptures et moulures à motifs floraux et fruitiers desquels émergent deux figures féminines (au premier étage de la travée de gauche et au sommet de travée de droite). Les ferronneries placées en devanture des balconnets avec consoles en pierre reprennent aussi une décoration végétale et florale reposant sur des lignes en coup de fouet. La travée de droite est surmontée d'une toiture élancée en ardoises coiffée par quatre pilastres. Les travées latérales sont construites en ressaut et sont plus élevées que la travée centrale.

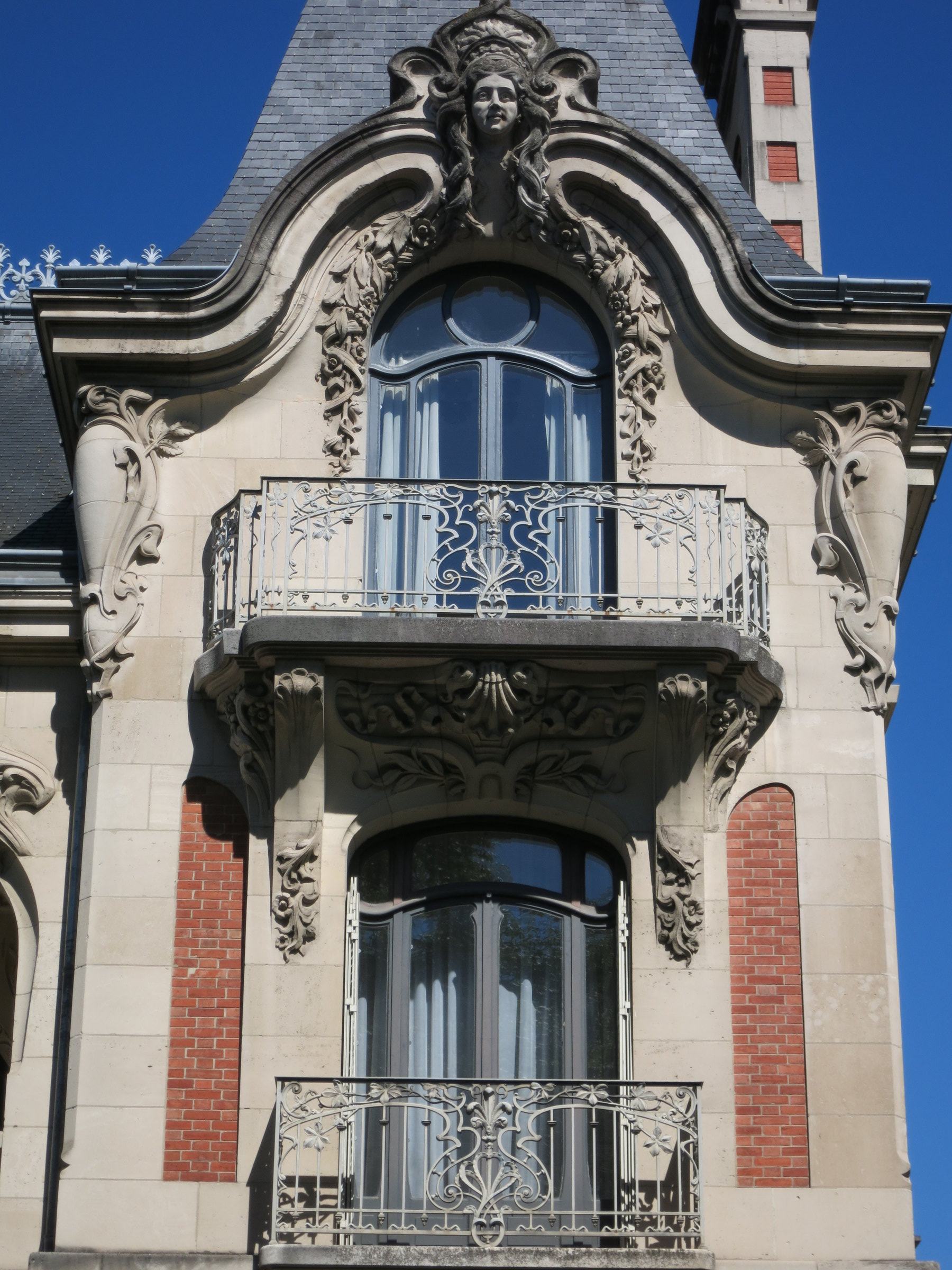
Détails de la partie supérieure de la travée de droite